# Ali Baba et les Quarante Voleurs
Pour les articles homonymes, voir Ali Baba.

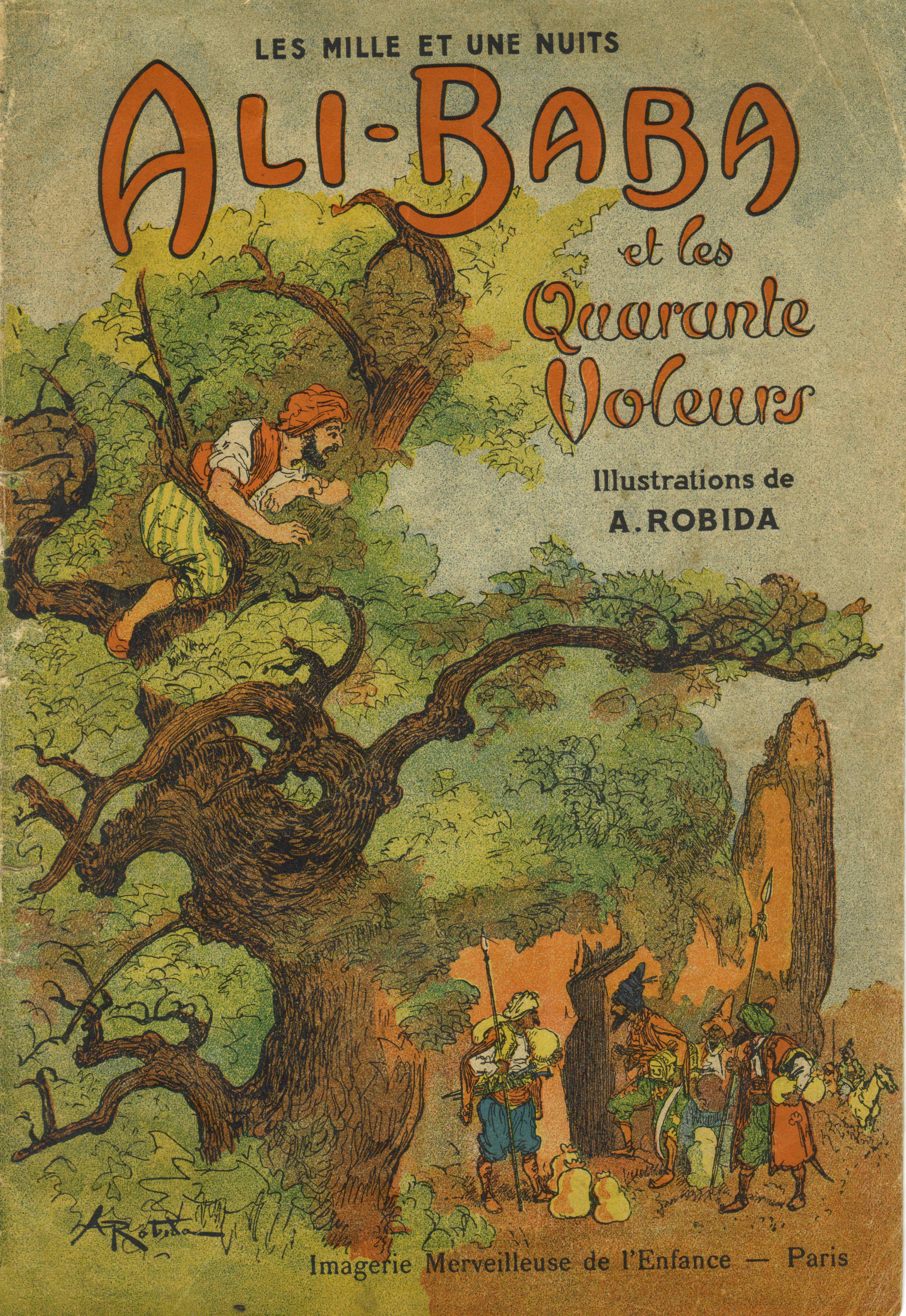
Couverture dAli Baba et les Quarante Voleurs par Albert Robida.

Ali Baba et les Quarante Voleurs (arabe : علي بابا واللُّصوص الأَرْبَعِين) (titre complet : Histoire d’Ali Baba, et de quarante voleurs exterminés par une esclave) est un récit que l'on présente souvent comme faisant partie des contes Mille et Une Nuits traduits par Antoine Galland en 1701, bien qu'il n'ait jamais été présent dans les manuscrits initiaux mais à leurs côtés.

## Origine
Souvent associé au recueil des contes des Mille et Une Nuits, Ali Baba et les Quarante Voleurs ne fait pas partie des manuscrits originaux, mais a été rajouté tardivement à l'ouvrage comme Sinbad le marin et Aladin ou la Lampe merveilleuse. Malgré d'intenses recherches menées depuis le XVIIIe siècle, on n'a jamais pu trouver de sources arabes et orientales à ces histoires « orphelines ». On sait, par le Journal tenu par Antoine Galland, que Hanna Dyâb lui raconta seize contes sur lesquels il en publia douze. Parmi ceux-ci, on trouve celui d’Ali Baba.

## Résumé

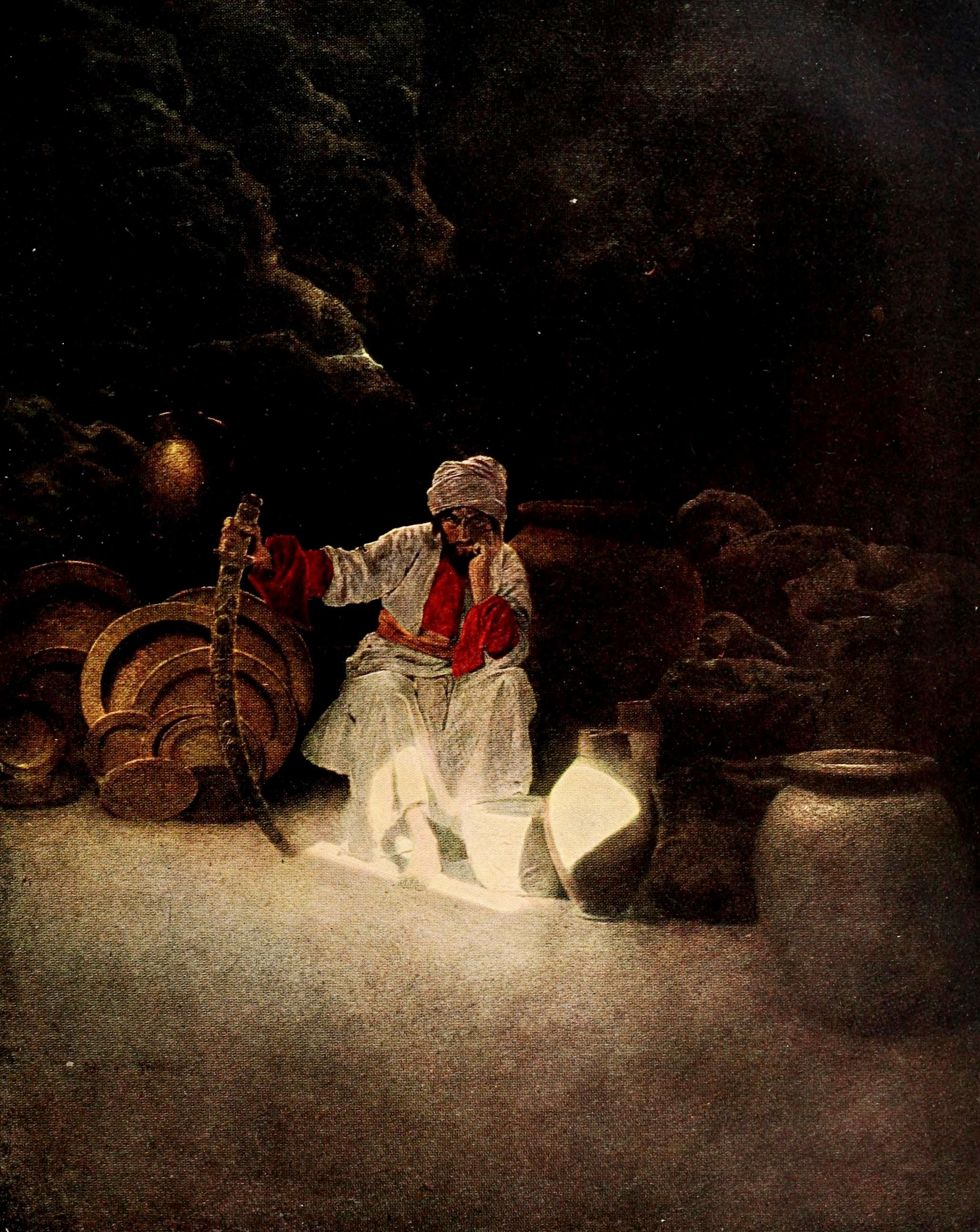
Cassim, frère d'Ali Baba, enfermé dans la grotte, illustré par Maxfield Parrish (1909).

Ali Baba est un pauvre bûcheron. Un jour, il part dans la forêt pour couper du bois. Soudain il entend des voix : il se cache dans un arbre où il entend le chef d'une bande de quarante voleurs dire « Sésame, ouvre-toi » qui permet d'ouvrir la grotte, et « Sésame, ferme-toi » la formule magique pour la fermer. Une fois le crépuscule venu, il prononce la formule et entre dans la grotte, découvre des trésors accumulés et emporte une partie de l'or.
Son frère Cassim, qui est un riche marchand, est surpris par la fortune soudaine d'Ali Baba. Cassim va à la caverne, mais ne retrouve plus la formule qui lui permettrait de sortir de la grotte. Les bandits le surprennent dans la grotte, le tuent et découpent son corps en morceaux.
Ali Baba, inquiet de l'absence de son frère, va à la grotte et découvre les restes de son frère. Avec l'aide de Morgiane, sa très habile esclave, il réussit à enterrer son frère, après l'avoir recousu, sans attirer l'attention de ses connaissances.
Les bandits, ne retrouvant plus le cadavre, comprennent qu'une autre personne connaît leur secret. Ils finissent par repérer la maison d'Ali Baba. Leur chef se fait passer pour un marchand d'huile et demande l'hospitalité à Ali Baba, portant trente-huit jarres. L'une d'elles est remplie d'huile et chacune des trente-sept autres cache un des bandits. Ils projettent de tuer Ali Baba pendant son sommeil. Morgiane découvre leur plan et tue les bandits cachés dans les jarres en versant de l'huile bouillante dans chacune d'elles.

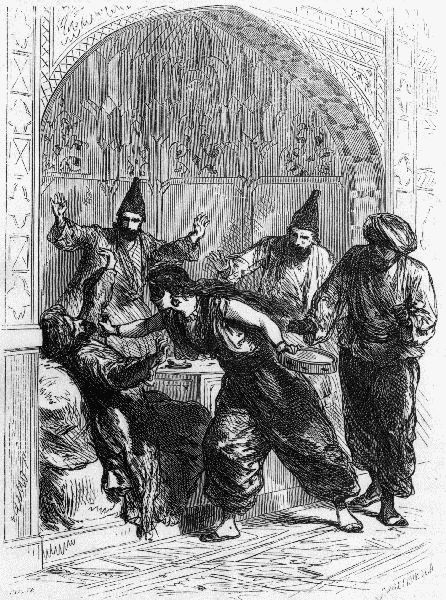
Morgiane, l'esclave d'Ali Baba, tuant le chef de voleurs (gravure de Godefroy Durand).

Pour se venger, quelque temps après, le chef des bandits s'établit comme commerçant et se lie d'amitié avec le fils d'Ali Baba, désormais chargé des affaires commerçantes de Cassim. Le chef des bandits est invité à dîner chez Ali Baba, où Morgiane le reconnaît. Celle-ci effectue alors une danse munie d'une dague qu'elle plonge dans le cœur du bandit.
Dans un premier temps, Ali Baba est furieux de voir son hôte exécuté, mais il finit par rendre sa liberté à Morgiane et la donne en mariage à son fils. 

## Analogies
Ce conte faisait l'objet du conte-type AT 676, Sésame, ouvre-toi ! Dans la classification Aarne-Thompson-Uther, il a été regroupé sous l'entrée ATU 954, Les Quarante Voleurs (Ali Baba).
Une version, intitulée Mont Simeli (en allemand : Simeliberg) figure dans les Contes de l'enfance et du foyer des frères Grimm (KHM 142).
Archibald Sayce, grammairien britannique, publia en 1920 un article dans Folk-Lore: A Quarterly Review, où il consigne plusieurs histoires issues du folklore du Caire et de Haute-Égypte. L'histoire numéro XIV ressemble au conte Ali Baba et les Quarante Voleurs.

## Adaptations

### Cinéma
L'histoire a été adaptée au cinéma, notamment en 1954 par Jacques Becker avec Fernandel (Ali Baba et les Quarante voleurs), et à la télévision en 2007 par Pierre Aknine avec Gérard Jugnot (Ali Baba et les Quarante Voleurs).
Enfin, le long métrage d'animation de 1996, sorti directement en vidéo, de Walt Disney Pictures, Aladdin et le Roi des voleurs contient deux références au conte[réf. souhaitée] : les 40 voleurs et la formule magique.

### Musique
L'histoire a fait l'objet d'une opérette de Charles Lecocq, Ali-Baba, créée en 1887 à Bruxelles, puis à Paris en 1889 (livret de Albert Vanloo et William Busnach).
Une comédie musicale, Les Mille et Une Vies d'Ali Baba, a été produite par le producteur Jean-Claude Camus au Zénith à Paris tout l'été à la fin octobre 2000 et un album Ali Baba de la tournée est sorti sous 23 titres où figurent les chanteurs Sonia Lacen et Sébastien Lorca. Ali Baba est en outre devenu un des six ou sept thèmes standards de la comédie musicale de Noël en Angleterre, le pantomime anglais. Tous les ans des dizaines de versions sont présentées.[réf. souhaitée]
Danse de Morgiane (2012) est une œuvre pour piano du compositeur Damien Top inspirée du dernier projet inabouti de Maurice Ravel.

### Bande dessinée
- Un manga, Magi: The Labyrinth of Magic (qui sera plus tard adapté en dessin animé), fait référence à l'histoire d'Ali Baba en le prenant lui et son esclave, Morgiane, comme personnages principaux.
- Dans la bande dessinée 3 Souhaits, le personnage d'Ali Baba est repris comme certains personnages de contes des Mille et Une Nuits.

### Jeu vidéo
- Dans le jeu vidéo en ligne MapleStory, Ariant est une ville à l'architecture arabe qui rappelle les Mille et une Nuits, The scorching desert, qui se trouve au milieu du désert, conduit au passage secret nommé Rocky Hill (La Colline Rocheuse) où se situe la caverne du scorpion rouge (Red scorpion's Lair) ; le mot magique ou le code d'accès est « Sésame, ouvre-toi ». Le joueur doit écrire en anglais : Open Sesame. De nombreux trésors sont à l'intérieur.
- Le personnage d'Ali Baba apparaît dans le jeu Sonic and the Secret Rings sous les traits de Tails.
- Le personnage d'Ali Baba apparaît également, dans un DLC du jeu vidéo Assassin's Creed Mirage. Il est découvert mort, et le héros du jeu aide sa fille Murjana à le venger[5].

## Expressions
- Un lieu rassemblant diverses choses est souvent qualifié de « caverne d'Ali Baba ».
- Un moyen permettant de vite avoir accès à quelque chose est souvent qualifié de « sésame ».